# 和歌山県道218号平瀬上三栖線
和歌山県道218号平瀬上三栖線（わかやまけんどう218ごう ひらせかみみすせん）は、和歌山県田辺市を通る一般県道である。

## 概要
田辺市平瀬から田辺市上三栖に至る。
旧中辺路町真砂の清姫交点から旧大塔村平瀬までの区間は 国道311号および国道371号と重複しているため、事実上は清姫交点から終点の旧田辺市上三栖までの区間が本道路となっている。
熊野古道中辺路潮見峠越えルートの流れを汲み、かつては田辺 - 熊野本宮大社間の幹線道路とされたこともあったが、山中を通り道も狭いことから、富田川河谷の道路（現国道311号）が整備されると幹線から外れ、地元住民の生活道路としての利用が主となった。
旧中辺路町西谷の福厳寺先と旧田辺市上野の間の区間が特に狭小であり、現在は軽自動車以下の車両しか通行できないが、旧中辺路町および旧本宮町から田辺市中心部や紀南病院へのアクセス改善のため、同区間のバイパス道路建設が地元住民からかねてより要望されており、2019年（令和4年）にトンネル工事が着工され、現在事業中である。

### 路線データ
- 起点：和歌山県田辺市平瀬（国道371号上、和歌山県道217号近露平瀬線終点）
- 終点：和歌山県田辺市上三栖（和歌山県道216号温川田辺線交点）
- 実延長：14.367 km

## 路線状況

### 平瀬上三栖線道路改良工事（真砂三栖道路）
本道路は旧中辺路町真砂の国道311号清姫交点から西谷の福厳寺先までは道幅が広く、また旧田辺市の中三栖から上野までは道幅の広い田辺市道（南紀広域農道）が通っている。
そこで、福厳寺先と上野の間にある槇山にトンネルを掘りバイパス道路を建設し、本道路と田辺市道を接続することで旧中辺路町および旧本宮町から田辺市中心部や基幹病院である紀南病院へのアクセスを改善するという構想がかねてよりあり、2005年（平成17年）の市町村合併の際にも旧中辺路町や旧本宮町側から（仮称）真砂三栖道路の名称で建設が強く要望されていた。
同区間では2019年（令和元年）にトンネル工事が始まり、2023年（令和5年）2月に貫通し現在施工中である。

### 重複区間
- 国道371号（田辺市平瀬（起点） - 田辺市中辺路町栗栖川・栗栖川交差点）
- 国道311号（田辺市中辺路町栗栖川・栗栖川交差点 - 田辺市中辺路町真砂）

### 道路施設

#### 橋梁
- 下谷3号橋（石船川、田辺市、国道371号重複区間内）
- 下谷2号橋（石船川、田辺市、国道371号重複区間内）
- 下谷1号橋（石船川、田辺市、国道371号重複区間内）
- 滝尻王子橋（富田川、田辺市、国道311号重複区間内）

#### トンネル
- 下谷トンネル：延長23 m、2000年（平成12年）竣工、田辺市（国道371号重複区間内）

## 地理

### 通過する自治体
- 和歌山県
  - 田辺市 - 西牟婁郡上富田町 - 田辺市

### 交差する道路
| 交差する道路                                     | 交差する場所   | 交差する場所 |
| ------------------------------------------------ | -------------- | ------------ |
| 国道371号 重複区間起点 和歌山県道217号近露平瀬線 | 平瀬           | 起点         |
| 国道311号 重複区間起点 国道371号 重複区間終点    | 中辺路町栗栖川 | 栗栖川交差点 |
| 国道311号 重複区間終点                           | 中辺路町真砂   |              |
| 和歌山県道205号上野岩田線                        | 上野           |              |
| 田辺市道 / 南紀広域農道                          | 上野           |              |
| 和歌山県道209号長野上秋津線                      | 長野           |              |
| 和歌山県道216号温川田辺線                        | 上三栖         | 終点         |

### 沿線
- 富田川

### 峠
- 地蔵峠（田辺市、国道371号重複区間内）